# Shun Hing Square
Le Shun Hing Square (地王大厦 pinyin : dì wáng dà shà) est un gratte-ciel situé à Shenzhen, en Chine. Il a été achevé en 1996. Il mesure 384 m de hauteur et comporte 69 étages.
À l'origine, en 1996, c'était le gratte-ciel le plus haut de Chine. Il a été dépassé par le Citic Plaza (391 mètres) en 1997. 